# The Rock-A-Teens
The Rock-A-Teens was een Amerikaanse rockabilly-band uit Richmond uit de jaren 1950.

## Bezetting
- Vic Mizelle[2] (zang, gitaar)
- Bobby 'Boo' Walker[3] (gitaar)
- Bill Cook[4] (gitaar)
- Eddie Robinson[5] (saxofoon)
- Paul Dixon[6] (bas)
- Bill Smith[7] (drums)

## Geschiedenis
De band werd opgericht in 1956 als scholierenband aan de highschool onder de naam Boo Walker & the Rockets. De leider was Vic Mizelle.
In 1959 deed de band auditie bij George Donald McGraw, die eigenaar was van een platenzaak en het platenlabel Mart Records. McGraw was in het bijzonder onder de indruk van de eigen compositie van de band, de Rock-A-Teen Boogie, die werd hernoemd naar Woo-Hoo, met als B-kant Untrue (een zangnummer). De song werd in augustus 1959 door een sublabel van Mart Records gepubliceerd.
Omdat Arthur 'Guitar Boogie' Smith de Rock-A-Teens wegens de auteursrechten voor het gerecht daagde, kocht McGraw de band voor enkele honderd dollars de rechten aan de beide composities af, met het argument dat ze dan niet meer konden worden vervolgd. Op de landelijke nieuwe uitgaven van de plaat van Roulette Records stond op beide kanten al G.D. McGraw als auteur vermeld. In 1959 verscheen de single Twangy.
Roulette Records publiceerde in 1960 het album Woo Hoo met zeven gezongen en vijf instrumentale nummers. Untrue, de B-kant van hun succesvolle single werd echter weggelaten, omdat ze niet goed genoeg was volgens de band. De lp was toentertijd een commerciële flop, maar is ondertussen een gezochte rariteit voor fans, want ze toont de kracht van de band als muzikaal oorspronkelijke, strijdbare garagerock-band, jaren voordat dit genre als zodanig werd ontdekt.

## Discografie

### Singles
Roulette Records
- 1959: Woo Hoo / Untrue
- 1959: Twangy / Doggone It Baby

### Album
- 1960: Woo Hoo  (Roulette Records) - opgenomen in november 1959 en lente 1960